# Zafar Iqbal
Zafar Iqbal, född den 20 juni 1956 i Bihar, Indien, är en indisk landhockeyspelare.
Han tog OS-guld i herrarnas landhockeyturnering i samband med de olympiska landhockeytävlingarna 1980 i Moskva.